# Заєльники
Заєльники (біл. вёска Заельнікі) — село в складі Вілейського району Мінської області, Білорусь. Село підпорядковане Хотеньчицькій сільській раді, розташоване в північній частині області.

## Історія
У 1921–1945 роках село знаходилось у Польщі, у Вільнюській воєводстві, Вілейського повіту, гміні Хотеньчиці.

## Населення
- 1921 рік - 64 люди, 8 будинки
- 1921 рік - 159 люди, 25 будинки[1].
- 1931 рік - 176 люди, 29 будинки[2].